# San Marino 0–13 Alemanha (2006)
A partida entre San Marino e Alemanha foi realizada em 6 de setembro de 2006, pelas Eliminatórias da Eurocopa de 2008.
Com grande atuação de Lukas Podolski, a Alemanha goleou San Marino por 13 a 0 (quatro gols marcados pelo então jogador do Bayern de Munique), resultado que, além de ter sido a maior vitória na história do Nationalelf, é também a segunda maior goleada na história das Eliminatórias para a Eurocopa, atrás apenas de França 14 x 0 Gibraltar. 

## A goleada

### Primeiro tempo
Podolski marcou o primeiro gol alemão aos 12 minutos do primeiro tempo. San Marino resistiu por mais 15 até que Bastian Schweinsteiger ampliasse, depois de cruzamento feito por Marcell Jansen. O terceiro gol foi de Miroslav Klose, após receber de Torsten Frings e driblar o goleiro Aldo Simoncini. Antes do apito do árbitro turco Selçuk Dereli, Podolski, o capitão Michael Ballack e Klose (após uma trapalhada do goleiro samarinês) fizeram outros 3 gols, encerrando a primeira etapa em 6 a 0 para a Alemanha.

### Segundo tempo
No primeiro minuto da segunda etapa, Schweinsteiger fez o sétimo gol alemão, de falta. Podolski ainda marcaria outros 2 gols, enquanto Thomas Hitzlsperger, Manuel Friedrich e Bernd Schneider, balançaram as redes da Sereníssima uma vez cada. Neste último, o goleiro Jens Lehmann foi até a área para fazer a cobrança de pênalti, mas desistiu após reclamações do time mandante, que entenderiam como uma "humilhação".

## Detalhes
| 6 de setembro | San Marino | 0 – 13    | Alemanha | Estádio Olímpico de San Marino, Serravalle |
| 20:45         |            | Relatório | Podolski 12', 43', 64', 73' · Schweinsteiger 29', 47' · Klose 30', 45+1' · Ballack 35' · Hitzlsperger 66', 72' · M. Friedrich 87' · Schneider 90' (pen) | Público: 5 019 Árbitro: TUR Selçuk Dereli  |